# Ulan Bator (groupe)
Pour les articles homonymes, voir Ulan Bator (homonymie).
Ulan Bator est un groupe de post-rock français, originaire de Paris. Le style musical du groupe se caractérise par des sonorités bruitistes et expérimentales. Formé en 1993 par Amaury Cambuzat et Olivier Manchion, leur renommée s'est notamment forgée grâce à leurs collaborations avec le collectif allemand Faust et, en 2000, la sortie internationale de Ego:Echo que les deux ont voulu produit par Michael Gira (Swans). Il s'agit d'un des rares projets ayant concilié ce genre musical et la langue française. 
Le groupe obtient la reconnaissance, aussi bien en France qu'à l'étranger, dans le milieu du rock indépendant. Le groupe connait d'importants changements au niveau de sa composition; il s'est reformé pour la énième fois en 2005 : Cambuzat et Manchion (de retour après une escapade de quatre ans), reprennent les rênes du projet ensemble. Après une tournée de réunion du trio original, avec Franck Lantignac, ils intègrent un nouveau batteur (Alessio Gioffredi) et parallèlement reprennent du service avec Faust. À la fin 2007, Manchion quitte de nouveau le groupe et entre Stéphane Pigneul (basse).

## Biographie

### Débuts (1993–2000)
Amaury Cambuzat (chant, guitare) et Olivier Manchion (basse) commencent à jouer ensemble en 1987. Pendant leur séjour à Paris en 1993, ils forment Ulan Bator avec Franck Lantignac. Ils bâtissent un studio et y enregistrent leur trois premiers albums : Ulan Bator, 2 Degrees et Vegetale. Leur premier album, éponyme, est publié le mardi 16 mai 1995, au label Les Disques du Soleil et de l'Acier. 
En 1996, ils démarrent une longue relation avec Faust pendant une tournée française. La première rencontre avec Werner « Zappi » Diermaier, Jean-Hervé Péron (de Faust),  Olivier Manchion et Amaury Cambuzat (d'Ulan Bator) se fait sous le nom de Collectif Metz/Faust. Ulan Bator jouera à des festivals comme Les Transmusicales de Rennes et Roskilde. Leurs albums Polaire et Vegetable, et de multiples enregistrements live sont publiés en Italie par CPR. Peu après, ils signent à Sonica. En 1999, Ulan Bator enregistre son album Ego:Echo (Young God Records), produit en interne avec Michael Gira (Swans, The Angels of Light) et Matteo Dainese. Plus tard en 2002 sort l'album OK:KO qui comprend des enregistrements de leurs tournées Ego:Echo et des démos.

### Pause et retour (2001–2007)
À la fin 2001, Olivier Manchion part et ne revient qu'en 2005. Entretemps, il forme Permanent Fatal Error et publie Law Speed en 2004. Pendant cette période, Ulan Bator, sous le nom d'Amaury Cambuzat (avec Matteo Dainese à la batterie, Manuel Fabbro à la basse, et Egle Sommacal à la guitare) enregistre Nouvel air et (sans Sommacal) Rodeo Massacre (janvier 2005), publiés par Jestrai. En ce temps, ils jouent déjà 200 concerts en Italie et en France.
Après quatre ans de silence, Olivier et Amaury se revoient par « pur hasard », et jouent de nouveau avec Lantignac en juin 2005 sous le nom de Faust à l'Avant Garde Festival. À la fin 2005, Amaury et Olivier se joignent à Faust pour une tournée britannique, enregistrée et publiée sous le titre de ... In Autumn, un triple coffret CD-DVD, chez Dirter. Le trio effectue une tournée D-Struction en janvier et février 2006 en Italie et en Slovénie. Puis au printemps 2006, Cambuzat et Manchion tournent sous le nom de Cargo Culte, ou l'Ulan Bator Duo. Alessio Gioffredi (batterie) remplace Franck Lantignac, et le nouveau trio tourne jusqu'à juin 2007, jusqu'au départ de Manchion, remplacé en concert par Adriano Modica (basse). Quelques semaines avant sort Ulaanbaatar, une compilation de chansons inédites enregistrées entre 1993 et 1998.

### Deuxième retour (depuis 2013)
Cambuzat réanime le groupe en 2013 avec une différente formation pour tourner aux États-Unis et publier un CD-DVD intitulé En France/En Transe. La nouvelle formation comprend Diego Vinciarelli de Chaos Physique, et Nathalie Forget (Ondes Martenot). En janvier 2016, après avoir dévoilé leur single Coeurrida, Ulan Bator publie un nouvel album intitulé Abracadabra, en format vinyle et en téléchargement,,. En février 2017, ils publient un snippet, intitulé Stereolith.

## Membres

### Membres actuels
- Amaury Cambuzat - voix, guitare
- Sergio Pomante - batterie, saxophone, claviers
- Mario Di Battista - basse, chœurs
- James Johnston - orgue
- Giordano Ceccotti - hurdy-gurdy

### Anciens membres
- Olivier Manchion - basse, chœurs
- Franck Lantignac - batterie (1995-1998)
- Matteo Dainese - batterie (1999-2005)
- Manuel Fabbro - basse (2002-2005)
- Egle Sommacal - guitare, Fender Rhodes (2002-2004)
- Massimo Gattel - violon (2002-2004)
- Adriano Modica - basse (2007-2009)
- James Johnston - orgue, guitare, chœurs (2009-2011)
- Alessio Gioffredi - batterie (2006-2012)
- Stephane Pigneul - basse, chœurs (2009-2012)
- Nathalie Forget - voix (2012-2015)
- Luca Andriola - batterie, chœurs (2012-2014)
- Diego Vinciarelli - basse, chœurs (2012-1014)

### Membres additionnels
- Jean-Hervé Péron (Faust) (sur Ego:Echo)
- Michael Gira (The Swans) (sur Ego:Echo)
- Quentin Rollet (sur le single Ursula Minor)
- Emidio Clementi (sur Rodeo Massacre)
- Terry Edwards (sur Tohu-Bohu)
- Rosie Westbrook (sur Soleils)
- James Johnston (PJ Harvey, Gallon Drunk, Big Sexy Noise, ex.Bad Seeds)

### Producteurs
- Robin Guthrie (Cocteau Twins) (sur Nouvel air)
- Michael Gira (Swans) (sur Ego:Echo)
- Amaury Cambuzat (Ulan Bator, Faust) (sur En France/En Transe et Abracadabra)

## Discographie

### Albums studio
- 1995 : Ulan Bator (DSA)
- 1996 : 2° (DSA)
- 1997 : Végétale (DSA)
- 2000 : Ego:Echo (Dsa / Young God Records)
- 2002 : OK:KO (Audioglobe)
- 2003 : Nouvel Air (DSA)
- 2005 : Rodeo Massacre (Jestrai)
- 2007 : Ulaanbaatar (compilation ; Ruminance/PIAS)
- 2010 : Tohu-Bohu (Acid Cobra Records, À tant rêver du Roi, Deambula)
- 2013 : En France/En Transe (Acid Cobra Records)
- 2016 : Abracadabra (Acid Cobra Records, Overdrive Records)
- 2017 : Stereolith

### EP
- 2000 : D-Construction (quatre remixes par Yoshihide Ōtomo, Scanner, eRikm, Carlstone (DSA)
- 2009 : Soleils (Acid Cobra Records)

### Singles
- 1996 : Ursula Minor (split 45 tours) Ulan Bator/Etage34 (Popov Island)
- 2000 : Echo#5 (split 45 tours) Ulan Bator/Chebreuil (Ruminance)

### Bandes-sons
- 1998 : Bye June(Rock Records Korea - EMI)

### Reprises
- 1998 : Dondestan de Robert Wyatt : Giorgio Canali avec Ulan Bator et Umberto Palazzo, pour la compilation The Different You/Wyatt e Noi Mercury/Polygram, Italie

## Clips
- Rodeo Massacre (2005) vidéo clip par Frank Martelli
- La Femme Cannibale (2005) vidéo clip par Frank Martelli
- DVD : En France/En Transe (2013) - Studio sessions par Julien Perrin-6eme droite)